# White Light/White Heat (canción)
"White Light/White Heat" es una canción grabada por la banda estadounidense the Velvet Underground. Fue publicado en enero de 1968 en su segundo álbum de estudio, White Light/White Heat. Más tarde fue publicado como sencillo, junto con "Here She Comes Now" como lado B.

## Grabación
"White Light/White Heat" fue grabada durante las sesiones de White Light/White Heat en septiembre de 1967 en los estudios Scepter en Manhattan. La voz principal en la canción es interpretada principalmente por Lou Reed, con John Cale y Sterling Morrison en los coros.

## Créditos
- Lou Reed – voz principal, guitarra rítmica
- John Cale – fuzz bass, piano, coros
- Sterling Morrison – guitarra líder, coros
- Moe Tucker – percusión

## En la cultura popular
- Dos versiones tradicionales de la canción fueron incluidas en la banda sonora de la película de 2012, Lawless, una interpretada por the Bootleggers, presentando a Mark Lanegan y una por Ralph Stanley.[4]
- La versión en vivo del álbum Rock 'n' Roll Animal fue especialmente versionada por Julian Casablancas para la serie de HBO, Vinyl.[5]

## Versión de David Bowie
La canción fue regularmente interpretada por David Bowie. Una versión que el grabó en 1973 fue publicada como sencillo en 1983 para promocionar su álbum Ziggy Stardust: The Motion Picture.

### Lista de canciones
1. "White Light/White Heat" – 3:55
2. "Cracked Actor" – 2:52